# Pfarrkirche Kleinwarasdorf

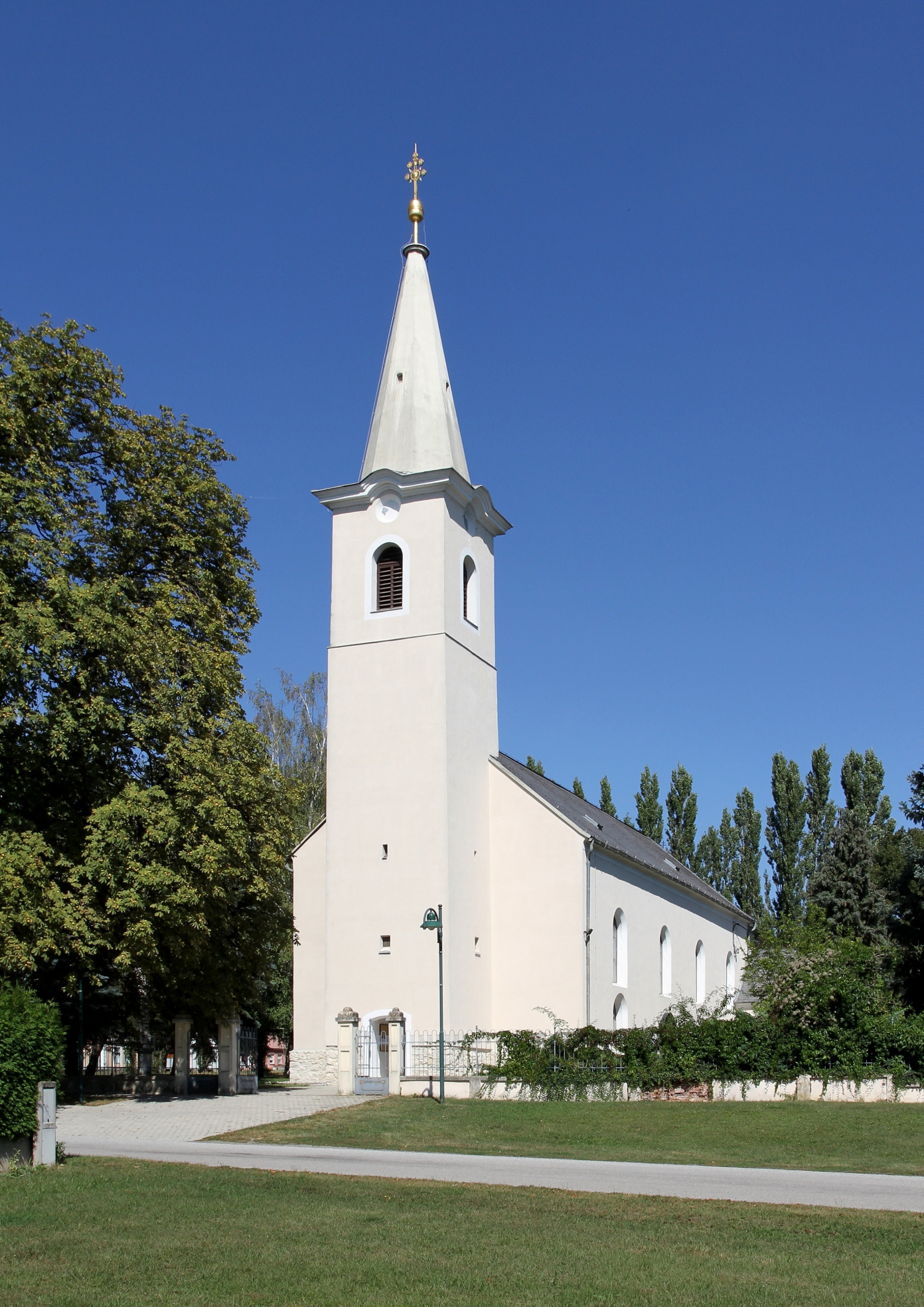
Pfarrkirche Kleinwarasdorf

Die römisch-katholische Pfarrkirche Kleinwarasdorf steht in der Ortschaft Kleinwarasdorf (kroatisch Mali Borištof) in der Gemeinde Großwarasdorf im Bezirk Oberpullendorf im Burgenland. Sie ist der heiligen Anna geweiht und gehört zum kroatischen Dekanat Großwarasdorf.

## Geschichte
Laut Inschrift in der Turmvorhalle wurde die Kirche 1505 errichtet und 1860 erweitert und neu geweiht. 1939 wurde sie zur Pfarrkirche erhoben.

## Architektur und Ausstattung
Die Kirche ist ein einschiffiger Bau ohne Wandgliederung mit eingezogenem, halbrund geschlossenen Chor. Der vorgesetzte Westturm stammt im Kern aus dem Mittelalter. Das aufgesetzte Obergeschoß mit einem gemauerten Spitzhelm stammt aus dem Jahr 1860.
Das Kirchenschiff ist dreijochig mit Platzlgewölben, dazwischen Gurtbögen auf mächtigen Pilastern mit Gebälk. Das Emporenjoch ist etwas eingezogen – wahrscheinlich in der Breite der mittelalterlichen Kirche. Die dreiachsige Empore mit gerader Brüstung lagert auf achteckigen Pfeilern. Im Chorjoch ist ein Platzlgewölbe, in der Apsis ein Schalengewölbe.
Zur Einrichtung aus der Mitte des 18. Jahrhunderts gehört der Hochaltar mit einem konkaven Aufbau aus zwei verkröpften Gebälkstücken über je zwei korinthischen Säulen. Am Altar stehen vier weiß gefasste Statuen der Heiligen Emmerich, König Stephan, Ladislaus und Elisabeth Im Aufsatz ist eine plastische Gruppe der Heiligen Dreifaltigkeit mit Engeln. Das neue Altarbild zeigt die heilige Anna.
Der linke Seitenaltar ist mit einer barocken Mittelfigur des heiligen Josef an der Wand und einem spätbarocken Kastentabernakel ausgestattet. Der rechte Seitenaltar ist modern mit einer barocken Madonna im Strahlenkranz von 1700 als Mittelfigur.
Die Kanzel entstand im vierten Viertel des 17. Jahrhunderts. Am Korb sind zwischen gedrehten Säulen die Figuren der vier Evangelisten und von Christus. Die Konsolfigur am Schalldeckel stammt aus dem 19. Jahrhundert und stellt den heiligen Johannes Nepomuk dar.
Die Orgel aus 1949 mit 16 Registern stammt von Rieger Orgelbau.